# Tungusologie
Die Tungusologie ist der Wissenschaftszweig, dessen Forscher (die Tungusologen) sich wissenschaftlich mit der Geschichte, Kultur, Sprache und Politik der Tungusischen Völker auseinandersetzen. Die tungusischen Sprachen werden auch mandschu-tungusische Sprachen genannt. Ein wichtiges Hilfsmittel ist der Band Tungusologie im Handbuch der Orientalistik mit Beiträgen von W. Fuchs, Ivan A. Lopatin, Karl H. Menges, Denis Sinor. Publikationsreihen mit Beiträgen zur Tungusologie sind z. B. die Veröffentlichungen der Societas Uralo-Altaica und Tunguso-Sibirica. Unterzweige der Tungusologie bilden die Ewenkologie und die Mandschuristik.